# 무모한 꿈은 깨어나지 못해
〈무모한 꿈은 깨어나지 못해〉(無謀な夢は覚めることがない 무호우나유메나사메루코토카나이[*])는 일본의 걸 그룹 STU48의 네 번째 싱글이다. 타이틀 곡의 센터 포지션은 타키노 유미코가 맡았다.